# Lavadero de San Miguel (Arroyo de la Luz)
El lavadero de San Miguel fue un lavadero de lana que funcionó entre los siglos XVIII y XX en el municipio español de Arroyo de la Luz, en la provincia de Cáceres. El edificio, actualmente abandonado y de propiedad privada, se conserva a las afueras del actual poblado ferroviario de Estación Arroyo-Malpartida y es uno de los principales restos de arquitectura de la economía preindustrial en Extremadura.

## Localización
Se ubica a orillas del río Casillas en las afueras septentrionales de la localidad de Estación Arroyo-Malpartida, una de las pedanías del municipio de Cáceres; sin embargo, no pertenece a este municipio sino que se ubica en el vecino término municipal de Arroyo de la Luz. El área en la que se ubica el lavadero recibe el nombre de dehesa de San Miguel y es conocida por albergar un manantial de aguas mineromedicinales que se utilizaron tanto para el lavadero como para un balneario vecino. El edificio se ubica en una finca agropecuaria privada.

## Historia
El lavadero tiene su origen en la actividad del Concejo de la Mesta, que durante siglos promovió el comercio de la lana de la oveja merina. Fue promovido en la segunda mitad del siglo XVIII por Álvaro de Ulloa, junto con el lavadero de Malpartida de Cáceres que forma el actual Museo Vostell Malpartida, y desarrollado en el siglo XIX por Germán Petit. El diccionario de Madoz, de mediados del siglo XIX, lo describe así:

[...]entre los objetos que mas llaman la atención en este término es el principal el lavadero de lanas de San Miguel, propio de D. Germán Petit, vecino de Cáceres: esta posesión recibe todas las aguas de 1 gran charca o laguna que recoge todas las corrientes de las inmediaciones, y después de surtir a otra charca mas pequeña, desemboca en el riachuelo Pontones, aumentando el poco caudal de éste, en términos de hacer perenne su curso que antes era solo de invierno: esta obra se debe al mismo Sr. Petit, que ha construido 1 excelente molino harinero en la charca y facilitado así movimiento en todas estaciones a los 16 más que hay en el citado riachuelo, por cuyo beneficio disfruta aquel la preferencia en el uso de las aguas para el lavadero[...]

## Descripción
El edificio, en mal estado de conservación, es una obra de mampostería con algunos elementos de sillería. Se accede al lavadero mediante una gran puerta adintelada y decorada con esgrafiados, sobre la que destaca el escudo del fundador del lavadero Álvaro de Ulloa. El lavadero se estructura en base a un patio central en torno al cual se ubican las salas de esquileo y las viviendas de los operarios; también se ubica aquí la casa señorial de los propietarios, que tampoco se encuentra actualmente en buen estado. El complejo también incluye la charca de la que tomaba agua el lavadero, los corrales para el ganado y una huerta con la que se aprovechaba el excedente de agua.
El lavadero contó con una capilla dedicada a San Miguel, también abandonada actualmente, de la cual toma el complejo su nombre. Se estructura en una sola nave de dos tramos con bóveda de arista y una capilla mayor con bóveda de horno. Tuvo un retablo rococó de la segunda mitad del siglo XVIII, que actualmente se halla en muy mal estado. El acceso principal a la capilla es una portada rectangular ubicada junto a la entrada principal al lavadero, que actualmente se halla tapiada; en torno a esta portada hay esgrafiados y en su parte superior hay un azulejo de la Virgen María y un pequeño campanario.